# Monte Belo do Sul
Monte Belo do Sul é um município brasileiro do estado do Rio Grande do Sul.

## História
Emancipado de Bento Gonçalves em 20 de março de 1992, Monte Belo do Sul encontra-se a 618 metros acima do nível do mar com uma área de 70 km². Tem por limites os municípios de Bento Gonçalves, Cotiporã e Santa Tereza.
A comunidade de Monte Belo foi colonizada por imigrantes italianos a partir de 1877, provenientes de Udine, Mantova, Cremona, Veneza, Vicenza, Treviso, Bérgamo, Modena, Belluno. A localidade foi colonizada 100% por imigrantes italianos.
Em 1900, Monte Belo foi elevada a categoria de vila e distrito e ao longo do tempo teve a denominação de Linha Zamith, um nome de origem maltesa, possivelmente trazido pelos franceses padres Capuchinhos que por primeiro atenderam a paróquia da pequena vila. De 1898 a 1945 denominou-se Montebello, possivelmente em função da localização geográfica da sede do então distrito ou também pela batalha que travou-se no Norte da Itália. De 1945 a 1949 denominou-se Caturetã, que em linguagem indígena quer dizer Povoado Bonito. De 1949 a 1992 denominou-se Monte Belo e a partir de 20 de março de 1992 denominou-se Monte Belo do Sul.

## Geografia
Localiza-se a uma latitude 29º09'46" sul e a uma longitude 51º37'54" oeste, estando a uma altitude de 618 metros.
Possui uma área de 67,724 km² e sua população estimada em 2018 era de 2.564 habitantes (fonte IBGE).

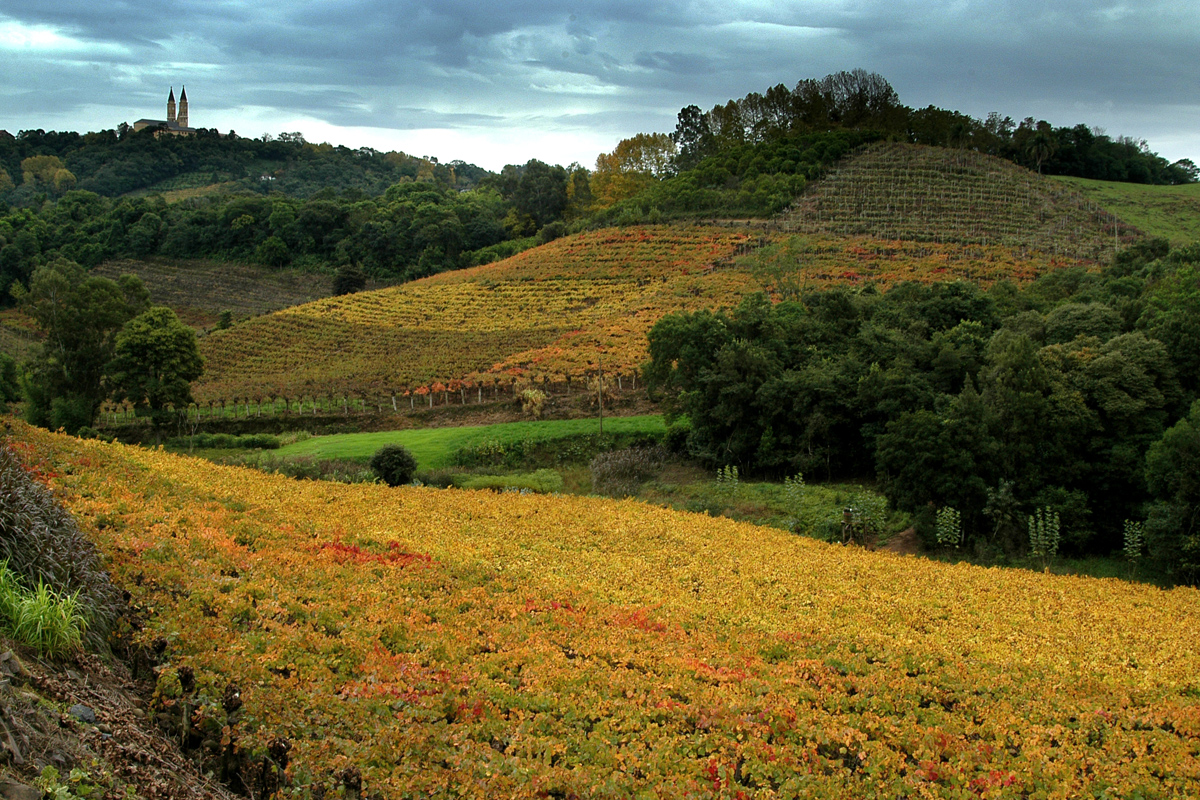
Área rural no município.

Cercadas de vales e montanhas, suas atrações naturais são o Vale do Rio das Antas, as grutas de pedra e os parreirais.
O município está localizado na Região do Vale dos Vinhedos, na Serra Gaúcha.

## Cultura
O município mantém a história de sua imigração em seus porões coloniais, onde pode ser observado o artesanato dos italianos do século passado e degustado o bom vinho caseiro.

### Cidades-irmãs
- Schiavon, Vicenza, Itália